# Siegmund Jacob
Siegmund Jacob, alternative Schreibweise Siegmund Jakob (* 7. März 1874 in Schwarzenau; † 8. Februar 1944 im KZ Auschwitz-Birkenau), war ein deutscher Filmproduzent und Filmmanager.

## Leben
Siegmund Jacob ist einer der heute vergessenen Filmmanager des deutschen Stummfilms, obwohl er zeitweise einer der schillerndsten und mächtigsten Vertreter der heimischen Kinowirtschaft war. Der gebürtige Westfale hatte wohl eine kaufmännische Ausbildung erhalten, ehe er im Jahre 1911 die Frankfurter Film Compagnie gründete, ein Filmverleihunternehmen. Während des Ersten Weltkriegs wechselte Jacob in die Filmherstellung. Im Jahr 1917 war er ein halbes Jahr lang Geschäftsführer der Bioscop Film-Verleih GmbH. 1918 übertrug ihm die Ende des vorangegangenen Jahres gegründete UFA das Verleihgeschäft. Im Mai übernahm er als Nachfolger von Ole Olsen gemeinsam mit dem Juristen Dr. Hermann Kahlenberg die Nordische Film Co. GmbH, die im Oktober in die Universum-Film-Verleih GmbH umgewandelt wurde. Im Oktober wurde er zusätzlich als Nachfolger von Paul Ebner Geschäftsführer der Hansa-Film Verleih GmbH und gemeinsam mit Alwin Gutzmann Geschäftsführer bei der Nordländischen Film Union GmbH.
Mutmaßlich eigenes Unvermögen und firmeneigene Intrigen beförderten Jacob ab Mitte der 1920er Jahre, als die UFA wegen zunehmender Verschwendung und Managementfehlern immer stärker in Geldnöte geriet, allmählich ins Abseits. Obwohl 1924 in das Direktorium von Deutschlands mächtigster Produktionsfirma berufen, wurde Jacob bereits im März 1927 aus der UFA, die vom neuen Generaldirektor Ludwig Klitzsch einem massiven Sparkurs unterzogen wurde, wieder hinausgedrängt. Er musste seinen Vorstandsposten räumen, schied als Geschäftsführer bei der Parufamet Ufa-Paramount-Metro-Verleihbetriebe GmbH aus und das Führungsduo Jacob und Dr. Kahlenberg wurde bei der Universum-Filmverleih GmbH und der Decla-Bioscop Verleih GmbH entlassen. Auch bei der Frankfurter Film Compagnie schied Jacob als Geschäftsführer aus. 1928 erfolgte schließlich sogar ein Strafantrag gegen Jacob. Der ehemalige Verleihchef solle, so der Vorwurf, „bei einzelnen Import-Filmen ‚für besondere Mühen‘ bis zu 25 Prozent Provision bekommen [haben]. Jacob kaufte wider besseres Wissen ausländische Filme für viel zu hohe Preise, so daß sie ein Verlustgeschäft für die Ufa werden mußten.“ Damit stand der Vorwurf der Korruption im Raum. Im Rahmen eines schlecht ausgehandelten UFA-Filmverleihdeals mit den amerikanischen Major Companies MGM und Paramount (gemeinsame Firmengründung „Parufamet“) hatte sich der deutsche Konzernriese in massive Abhängigkeiten gegenüber den deutlich stärkeren US-Partnern begeben. Dies wurde, trotz der Mitschuld des allzu nachlässig kontrollierenden Deutsche-Bank-Chefs und UFA-Aufsichtsrats Emil Georg von Stauß, vor allem Siegmund Jacob angelastet.
Der berufliche Abstieg des ausgeschiedenen UFA-Vorstandes und Vorstandes des Zentralverbandes der Filmverleiher Deutschlands ging einher mit Jacobs privatem, finanziellen Niedergang. Er hatte um 1925/26 am Schwielowsee eine luxuriöse Villa errichten lassen, die ihn seit seinem UFA-Abgang offensichtlich finanziell stark belastete. Zwischen 1927 und 1929 standen bereits fünf Gläubiger im Grundbuch, und im Januar 1932 musste Siegmund Jacob sein Anwesen zwangsversteigern lassen. Im November 1932 wurde das Grundstück mit 80.7000 RM weit unter Wert verkauft.
1930 gründete er die Siegmund Jacob & Sohn GmbH. Als Filmverleiher brachte er u. a. Carl Heinz Wolffs Krimi Täter gesucht (1931, mit Karl Ludwig Diehl und Gerda Maurus) in die Kinos. Mit Carl Heinz Wolff gründete er im August 1931 die Spezial Tonfilm-Verleih GmbH.  1932 gründete er mit seinem Sohn Walther Jacob im Goethe-Jahr  (100. Todestag) die Goethefilm Vertriebs-GmbH.
Von den neuen Machthabern ausgegrenzt, floh Siegmund Jacob, da er Jude war, nach der Machtergreifung durch die Nationalsozialisten nach Frankreich und geriet dort rasch in Vergessenheit. Seine Situation verschärfte sich nach der Besetzung Frankreichs 1940 durch die deutsche Wehrmacht dramatisch. Am 3. Februar 1944 wurde Siegmund Jacob mit dem 67. Transport von Drancy in das Vernichtungslager Auschwitz-Birkenau deportiert, wo er unmittelbar nach seiner Ankunft vergast wurde.

## Filmografie
als Produzent / Herstellungsleiter
- 1917: Der Golem und die Tänzerin
- 1917: Flüssiges Eisen
- 1917: Der Spion
- 1917: Im Reiche der Flammen
- 1917: Die Geächteten
- 1918: Das Spitzentuch der Fürstin Wolkowska
- 1918: Um die Liebe des Dompteurs. Das Drama im Zirkus Sarasani (in Österr.: Janayas indischer Zirkus)
- 1918: In die Wolken verfolgt
- 1918: Die schöne Jolan
- 1918: Der Fluch des Spiels
- 1918: Don Juans letztes Abenteuer
- 1918: Die Schätze des Geisterschiffes
- 1919: Das Spielzeug der Zarin
- 1919: Das Kloster von Sendomir
- 1921: Hannerl und ihre Liebhaber
- 1921: Verrat auf Schloss Treuenfels